# Khady Koita
Pour les articles homonymes, voir Koïta (homonymie).
Khady Koita, née le 18 octobre 1959, est une militante sénégalaise, engagée contre les violences faites aux femmes et les mutilations génitales féminines, auteure du livre Mutilée.

## Biographie

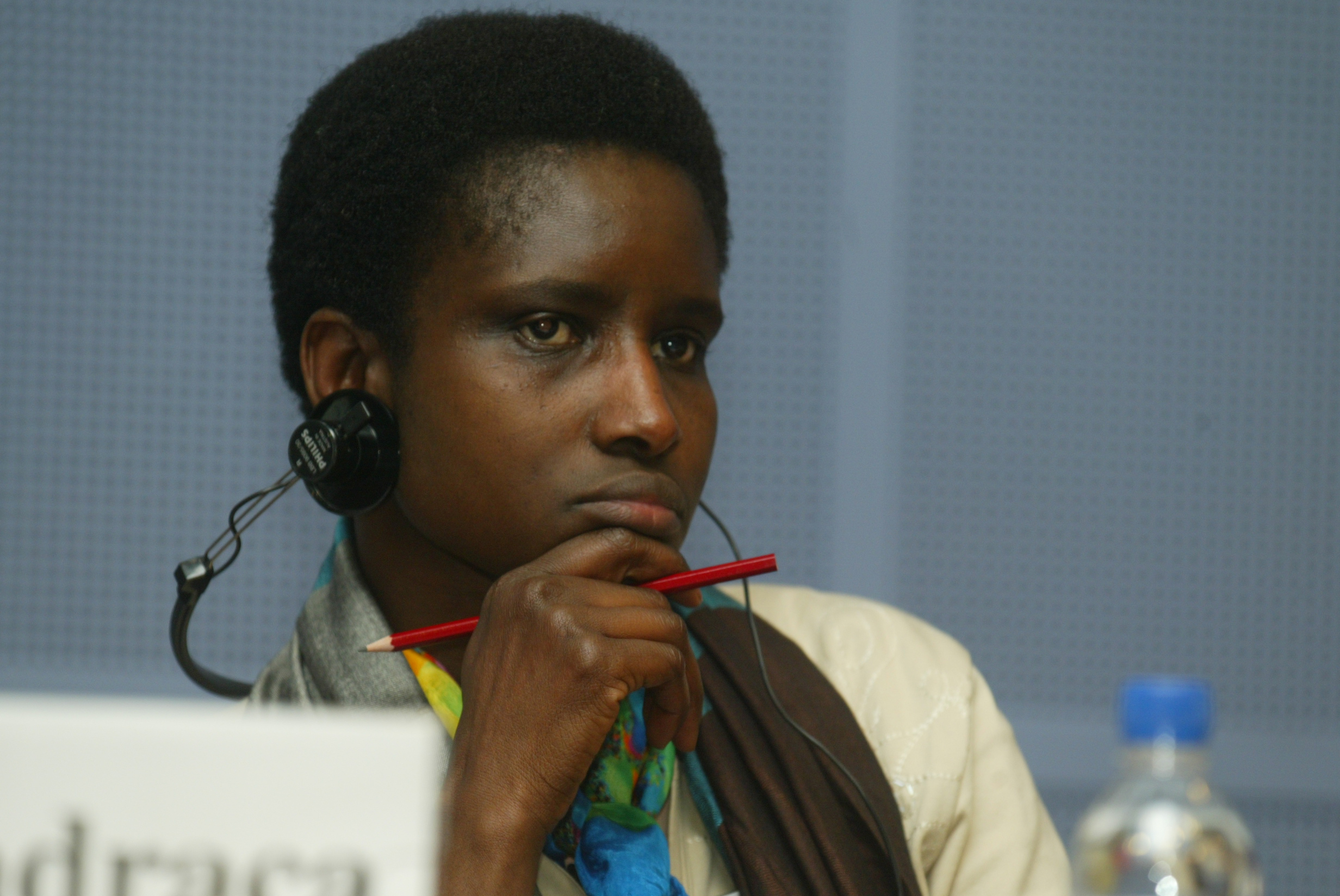
Khady Koita, en 2003.

Née en octobre 1959 au Sénégal, elle est élevée par sa grand-mère, dans la région de Thiès, excisée à 7 ans, et, adolescente, mariée de force à un cousin. « Je n'ai rien dit », indique-t-elle, « mon éducation ne me permettait pas de dire non.» ». Un an après, elle est contrainte de le rejoindre en France, et vit seize ans avec lui. Elle met au monde son premier enfant à 16 ans. Deux ans plus tard, son mari lui impose une coépouse. Subissant des violences, elle parvient à s'échapper avec ses enfants, et divorce en 1988. 
Depuis 1996, elle vit en Belgique. Elle est cofondatrice du Groupe de femmes pour l'abolition des mutilations sexuelles (GAMS) en Belgique et présidente de La Palabre, une association sénégalaise qui vient en aide aux femmes. Elle lutte contre les mutilations génitales féminines et pour les droits de la femme. Elle est également, depuis 2002, présidente de Euronet MGF (Réseau européen pour la prévention et l'éradication des mutilations génitales féminines),,.

## Publications
- 2006 : Mutilée, Oh Editions[5],[3],[8].